# Häxprocessen i Köln
Häxprocessen i Köln var en häxprocess som utspelade sig i staden Köln i Tyskland mellan 1627 och 1630. Den ledde till minst 24 avrättningar. 
Köln hade ursprungligen haft endast några få fall av häxförföljelser. År 1074 hade en kvinna lynchats för häxeri under ett uppror. År 1456 avrättades två "muliere sortilegiae", trollkvinnor, vilket tycks vara den första och enda häxprocessen under medeltiden. År 1507 avlade Tringin av Breisig ett vittnesmål om en typisk häxsabbat, där häxorna skrev ett kontrakt med Satan fullbordat med samlag och följt av en sabbat där de skapade ett åskväder, men myndigheterna i staden tycks inte ha varit intresserade av att avrätta häxor trots att sådana vittnesmål ökade under 1500-talet. Först på 1600-talet infördes lagen om att ett trolldomsmål var ett undantagsbrott där tortyr fick användas i Köln, vilket ändrade situationen. 1610 lynchades en kvinna för trolldom, och 1617-1618 hölls en häxprocess där tre kvinnor brändes på bål. Vid denna tid hade Walram Blankenberg och Johann Romschwinckel, som hade en stark tro på häxor, blivit medlemmar av stadens myndighet. 
År 1627 utbröt den stora häxprocessen i Köln. Vid denna tid förekom en del nervattacker bland nunnorna i klostret St Clare. Stadens postmästare, Katharina Henot, anklagades av Sophia Agnes von Langenberg för att ha orsakat dem. Henot brändes på bål 19 maj 1627. Totalt ledde processen till 33 anklagade och minst 24 avrättningar. En tredjedel av de anklagade var barnmorskor. Fallet drevs främst från de då häxintresserade myndigheternas sida. Processens centralpunkt var åtalet mot Christina Plum. Hon frikändes först från anklagelsen, men arresterades en andra gång. Efter att ha utsatts för tortyr erkände hon anklagelsen och avrättades i januari 1630. Hennes fall innebar en svår förtroendekris för stadens råd; ytterligare åtta personer avrättades, men därefter avslutades processen plötsligt av myndigheterna, som låste in dokumenten. 
Ytterligare en häxprocess utspelade sig i staden 1647-1655, med fem avrättade. Den sista häxprocessen, mot Anna Toer, skedde år 1662 men tycks inte ha lett till en avrättning. Köln intar en viss särställning i Tyskland, då den hade få häxprocesser i ett område där de flesta häxprocesserna i övrigt inträffade. Det tycks också ha funnits ett motstånd mot häxprocesser i staden, och fallet bröt mot den i övrigt höga rättssäkerhet som annars tycks ha präglat staden.   